# سارودرانو
سارودرانو (به لاتین: Sarodrano) یک منطقهٔ مسکونی در ماداگاسکار است که در ملاکی (ماداگاسکار) واقع شده‌است. سارودرانو ۷٬۰۵۷ نفر جمعیت دارد و ۱۰۵ متر بالاتر از سطح دریا واقع شده‌است.